# Halacsya sendtneri
Genre
Espèce
Classification phylogénétique
Halacsya sendtneri est une espèce de plantes à fleurs de la famille des Boraginaceae. C'est la seule espèce actuellement décrite du genre Halacsya.

## Description
Halacsya sendtneri, appelée localement Zwackia aurea Sendtner, se rencontre dans les Balkans, notamment en Bosnie-Herzégovine et en Serbie, ainsi qu'en Albanie. Haute de 10 à 25 cm, cette espèce se caractérise par des fleurs de couleur jaune qui s'épanouissent à la fin du printemps. Elle se développe de manière privilégiée sur un substrat ophiolithique.